# Greta Sandahl
Greta Lilly Kristina Sandahl, född 26 september 1949 på ön Klädesholmen, Bohuslän, är en svensk konstnär och författare. 
Hon är verksam på Klädesholmen i Tjörns kommun där hon hämtar inspiration från havet, bryggorna och ljusets skiftningar. Greta Sandahl är utbildad vid Konstindustriskolan (nuvarande Högskolan för Design och Konsthantverk, HDK, inom konstnärliga fakulteten vid Göteborgs universitet) 1970–1974, och hon studerade för Arne Isacsson på Gerlesborgsskolan samt vid Kunstakademiet i Trondheim 1977–1979 där hon hade Georg Suttner som konstnärlig ledare. Hennes verk finns representerade bland annat vid Statens konstråd, Göteborgs konstmuseum[källa behövs], Bohuslandstinget, Västmanlands läns landsting, Skaraborgs läns landsting, Dalarnas landsting och Västra Götalandsregionen.